# Axel Bouteille
Pour les articles homonymes, voir Bouteille (homonymie).

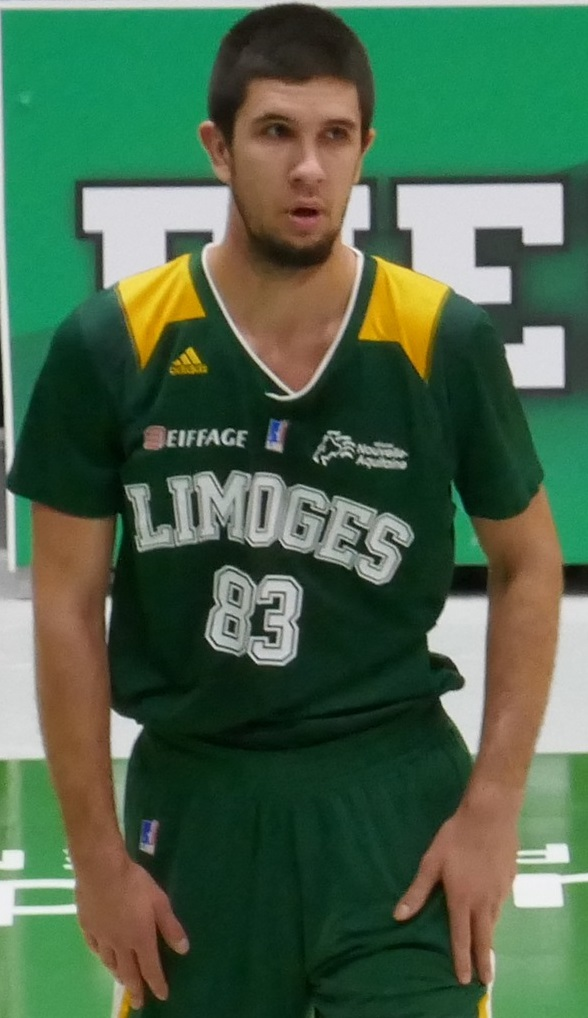
Axel Bouteille avec le Limoges CSP en 2017.

Axel Bouteille, né le 14 avril 1995 à Roanne dans la Loire, est un joueur international français de basket-ball évoluant aux postes d'arrière et d'ailier.

## Biographie
Axel Bouteille commence le basket-ball au club de Hyères-Toulon Var Basket avant de rejoindre l'Élan sportif chalonnais à l'âge de quinze ans. Il est le fils de l'ancien joueur professionnel Franck Bouteille qui a évolué 19 ans dans la Ligue nationale de basket-ball.
Il dispute ses premières compétitions internationales avec les équipes de jeunes de l'équipe de France, le championnat des 18 ans et moins en 2013, puis le championnat des 20 ans et moins l'année suivante, produisant respectivement des statistiques de 12,6 points, 5,1 rebonds et 1,4 passe et 10,5 points, 3,8 rebonds et 1,1 passe.
Il dispute ses premiers matchs en Pro A lors de la saison 2013-2014, disputant quatre rencontres, avec 1,5 point en 4 minutes 3.
Le 24 avril 2016, Axel Bouteille s'inscrit à la draft 2016 de la NBA mais sans succès.
Le 26 juin 2017, Axel Bouteille quitte Élan sportif chalonnais avec le titre de champion de France et signe pour deux ans au Limoges Cercle Saint-Pierre.
Le 3 juillet 2019, il signe à Bilbao. 
Le 26 février 2020, il s'engage jusqu'en 2022 avec l'Unicaja Málaga.
Bouteille est élu dans la meilleure équipe-type de la saison 2019-2020 en Liga ACB avec le MVP hispano-monténégrin Nikola Mirotić, l'Argentin Facundo Campazzo, le Slovène Klemen Prepelič et le Géorgien Giorgi Shermadini.
En juillet 2023, après une belle année passée au club de Türk Telekomspor, où il atteint la finale de l'Eurocup la même année, Bouteille change de club, mais pas de pays, en signant au Bahçeşehir Koleji. Là-bas, avec son compatriote Jerry Boutsiele, il atteint la finale de FIBA Europe Cup en 2024.

## Clubs
- 2012-2014 :  Élan chalonnais (Cadets puis Espoirs)
- 2014-2017 :  Élan chalonnais (Pro A)
- 2017-2019 :  Limoges CSP (Pro A)
- 2019-février 2020 :  Bilbao Basket (Liga ACB)
- février 2020-2022 :  Unicaja Málaga (Liga ACB)
- 2022-2023 :  Türk Telekomspor
- 2023- :  Bahçeşehir Koleji

## Palmarès
- Champion de France : 2017[9]
- Champion de France espoirs en 2013.
- Trophée du Futur espoirs en 2013.
- Finaliste de la Leaders Cup 2016.
- Finaliste de la Coupe d'Europe FIBA : 2017

### Distinction personnelle
- MVP du Championnat Espoirs en 2014[10].